# Palpita eribotesalis
Palpita eribotesalis là một loài bướm đêm trong họ Crambidae.